# جيمس دي. تيلمان
جيمس دي. تيلمان هو دبلوماسي وسياسي أمريكي، ولد في 25 نوفمبر 1841، وتوفي في 16 يونيو 1916 في فايتيفيل في الولايات المتحدة. نشط حزبياً في الحزب الديمقراطي. وقد انتخب عضو مجلس ولاية تينيسي ‏.